# Pardal castany
El pardal castany (Passer eminibey) és un ocell de la família dels passèrids (Passeridae).

## Hàbitat i distribució
Habita sabanes del Sudan, Etiòpia, sud de Somàlia, est d'Uganda, Kenya i nord i centre de Tanzània.